# Jéfferson Camacho
Jéfferson Donald Camacho Macías (Esmeraldas, Equador, 18 de maio de 1948) é um ex-jogador de futebol equatoriano. Sua posição no campo de jogo era multifuncional.

## Carreira
Seu início como jogador de futebol foi em clubes locais de sua cidade natal, como La Elegance e Relojito. Mais tarde foi ao Brasil em Ambato e depois jogou por times como Barcelona de Guayaquil, Emelec e Liga de Portoviejo. Precisamente na área  azul  foi onde passou a sua melhor fase como futebolista quando foi campeão da Serie A do Equador em 1972, tendo como companheiros Eduardo García, José María Píriz, Rafael Guerrero, Jesús Ortiz, Luis Lambert e Félix Lasso. Destacou-se sobretudo pelo seu jeito multifuncional em quadra.
Ele se aposentou jogando pela Liga de Portoviejo.

## Seleção Nacional
Faço parte da seleção equatoriana com a qual disputou a 1975 Copa América. Além de participar de amistosos.

### Participações na Copa América
| Campeonato           | Campus           | Resultado      |
| -------------------- | ---------------- | -------------- |
| Copa América de 1975 | Sem assento fixo | Primeiro round |

## Títulos
- Serie A de Ecuador: 1972